# Erdpyramide

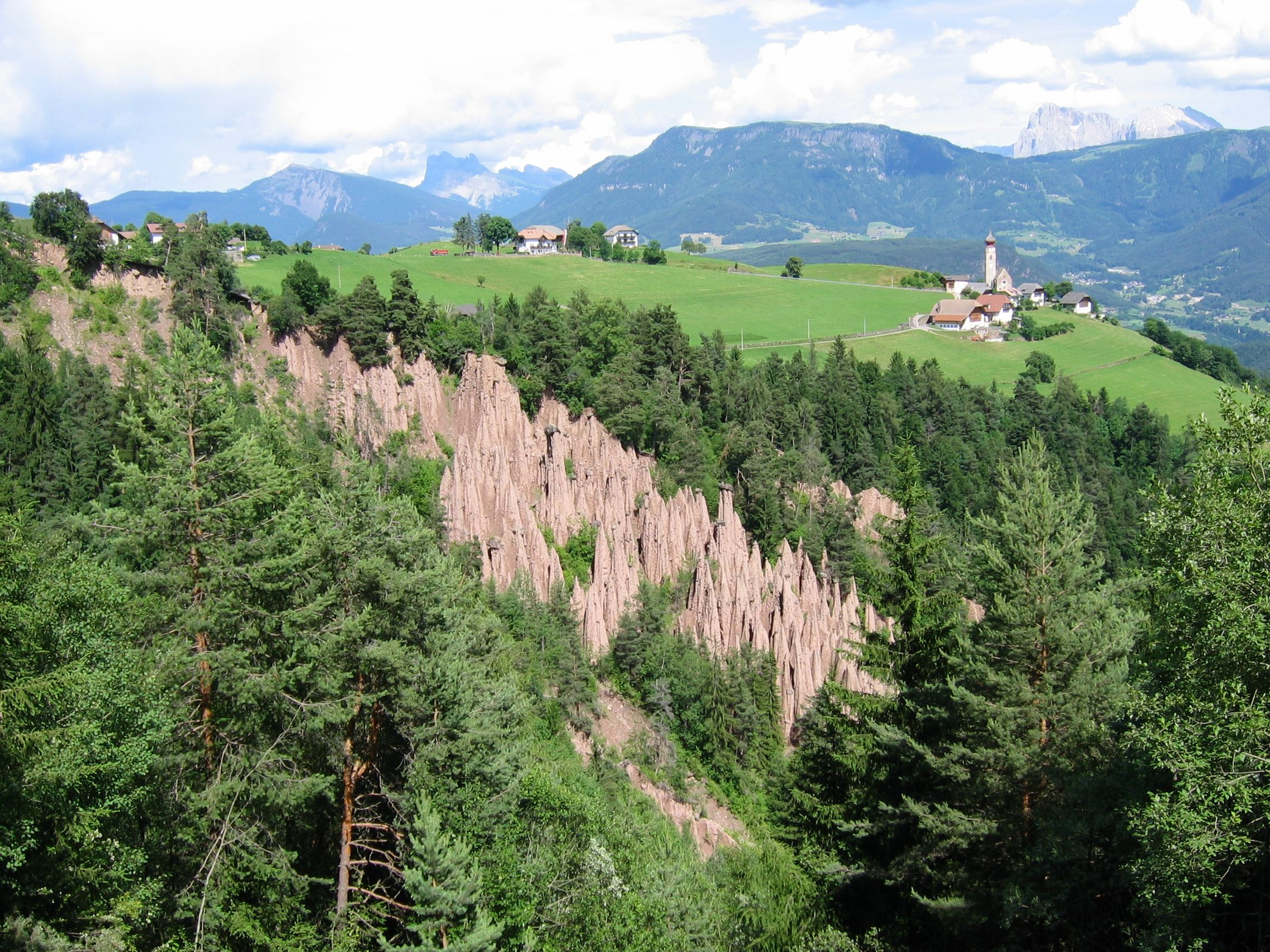
Rittner Erdpyramiden in Südtirol (Norditalien)

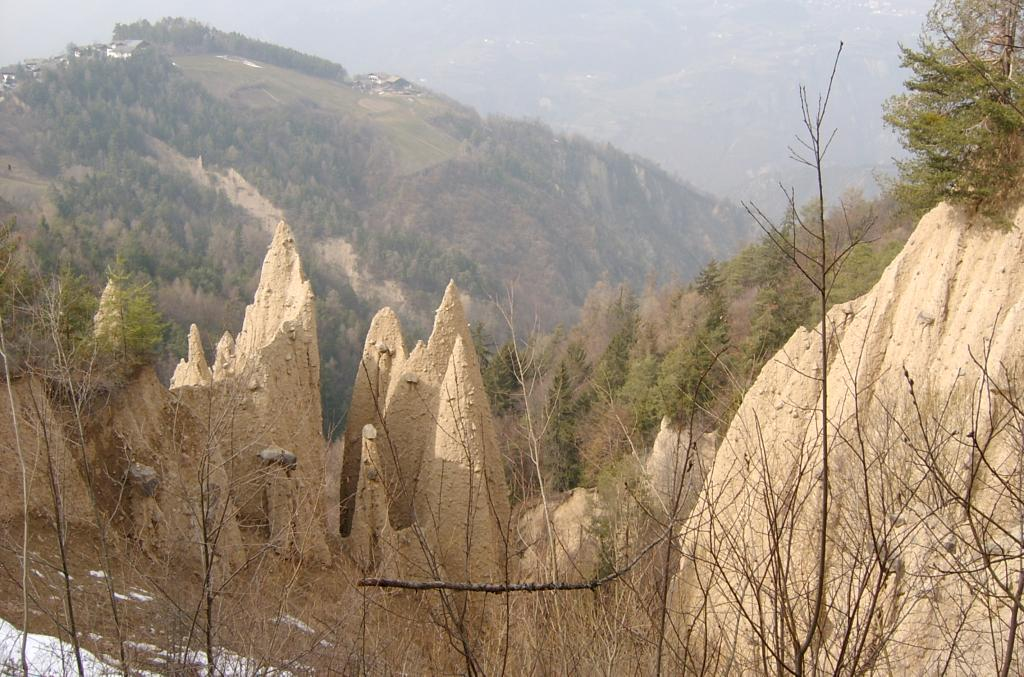
Steinegger Erdpyramiden in Südtirol

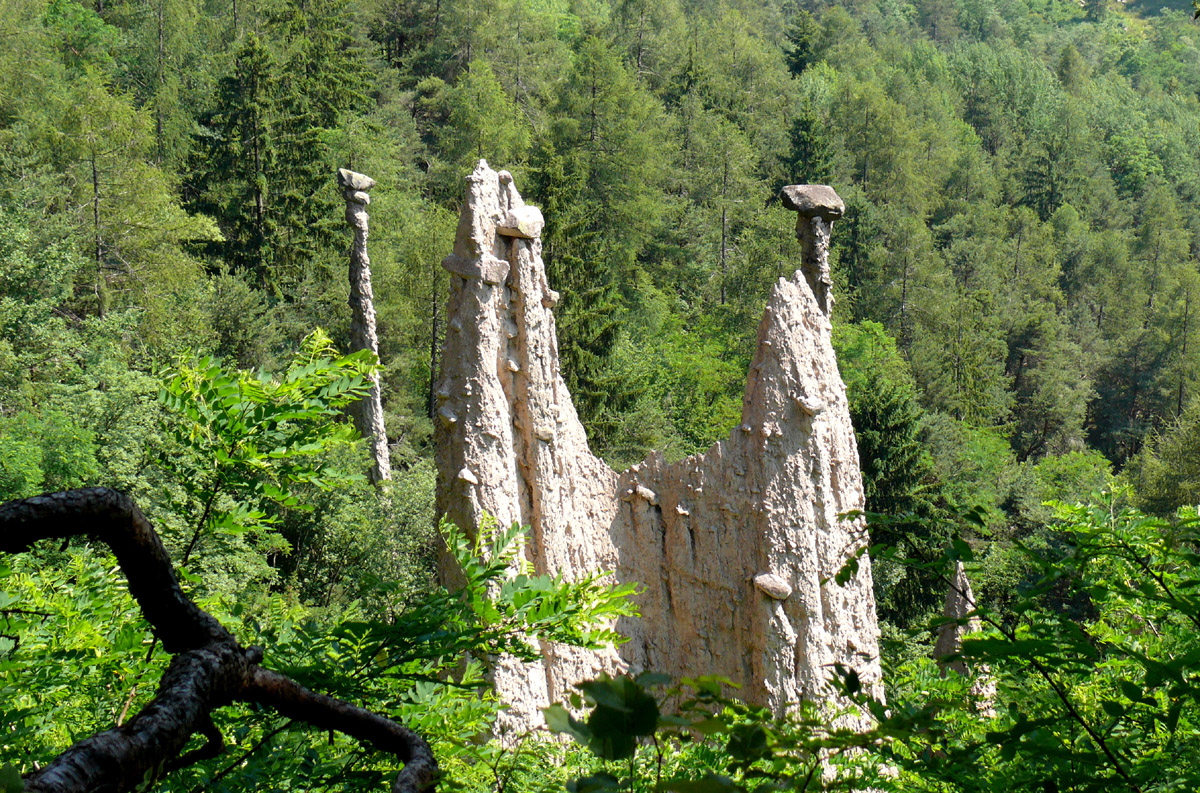
Erdpyramiden von Segonzano im Trentino (Norditalien)

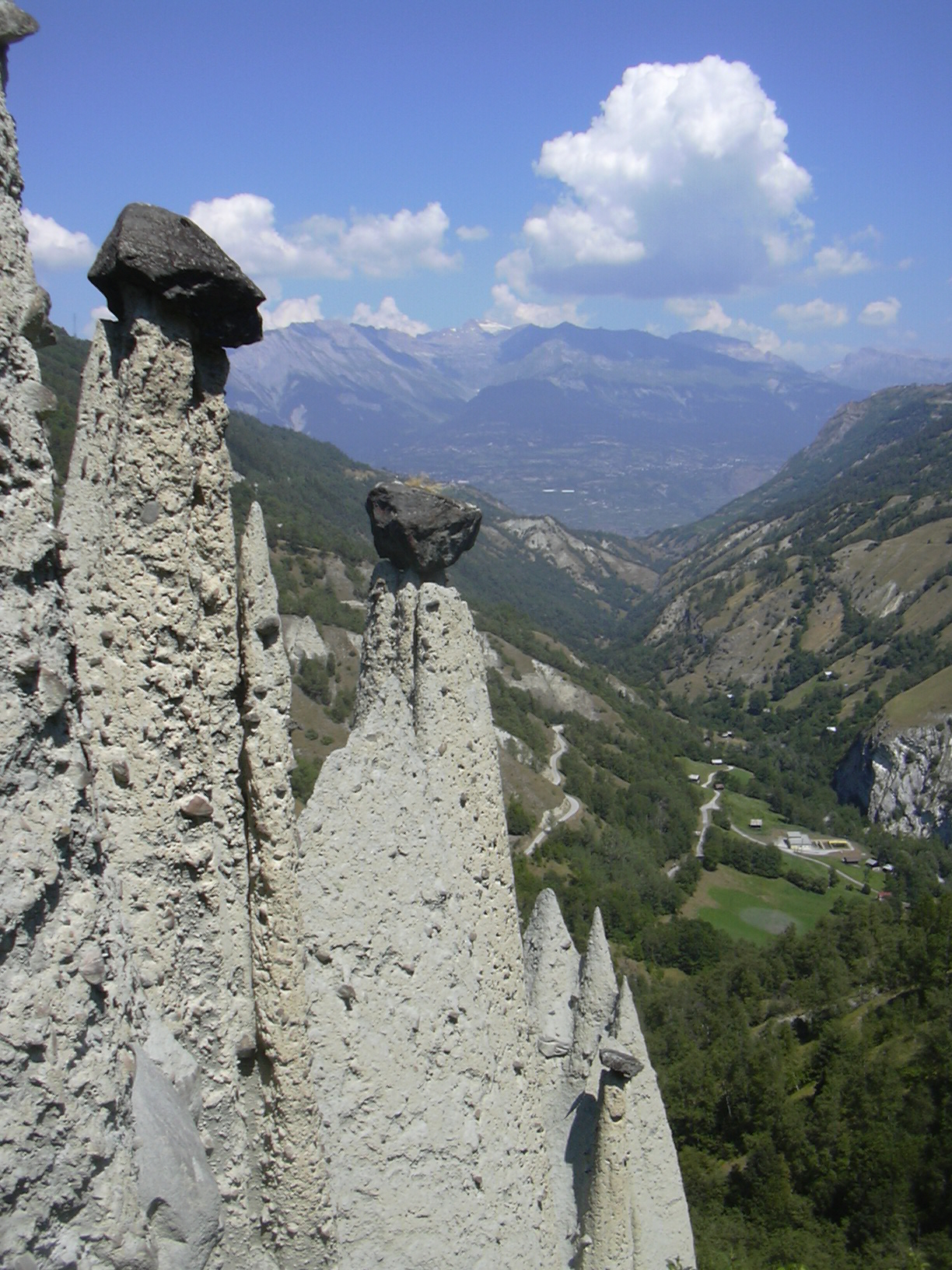
Erdpyramiden von Euseigne im Kanton Wallis (Schweiz)

Erdpyramiden (auch „Erdpfeiler“) sind steile, turm- oder kegelförmige Erosionsformen aus relativ leicht erodierbarem Gestein (z. B. schwach zementierter Sandstein, Löss, Blocklehm, vulkanischer Tuff), die durch aufliegende Blöcke aus weniger gut erodierbarem Material vor der völligen Abtragung bisher bewahrt blieben.

## Entstehung
Voraussetzung für die Entstehung von Erdpyramiden sind bestimmte Eigenschaften des Materials (relative Feinkörnigkeit, geringe, aber nicht zu geringe Verfestigung), das Klima (regelmäßige Niederschläge), eine windgeschützte Lage sowie das Vorkommen von größeren Steinen bzw. Felsblöcken aus erosionsresistentem Festgestein (beispielsweise magmatisches Gestein oder Gneis) in dem feinkörnigen Material. In vielen Fällen ist das Ausgangsgestein daher pleistozäner Geschiebelehm oder Geschiebemergel.
Die Bildung geht wie folgt vonstatten:
1. Ausgangspunkt für die Entstehung von Erdpyramiden ist die Exposition eines Sedimentkörpers mit entsprechenden Eigenschaften in relativ steiler Hanglage.
2. Oberflächlich abfließendes Regenwasser schneidet tiefe Furchen (Spülrillen, die sich zu Runsen erweitern) in den Hang bzw. den Sedimentkörper. Einzelne Blöcke aus Festgestein, die natürlicherweise in dem erodierenden Sedimentkörper vorkommen, schützen das unterlagernde, feinkörnige Material. Infolgedessen erodiert dieses deutlich langsamer als ungeschütztes Material. So bleiben unterhalb eines solchen Steines mehr oder weniger hohe Säulen aus feinkörnigem Sediment stehen, unter anderem weil die windgeschützte Lage dafür sorgt, dass Regen nur direkt von oben angreifen kann.
3. Verliert eine Säule den Deckstein, erodiert sie danach relativ zügig. Sie nimmt Zuckerhutgestalt an und wird immer kleiner, bis sie schließlich ganz verschwindet. Währenddessen formen sich weiter oben am Hang neue Erdkegel (rückschreitende Erosion).

## Beispiele für Erdpyramiden

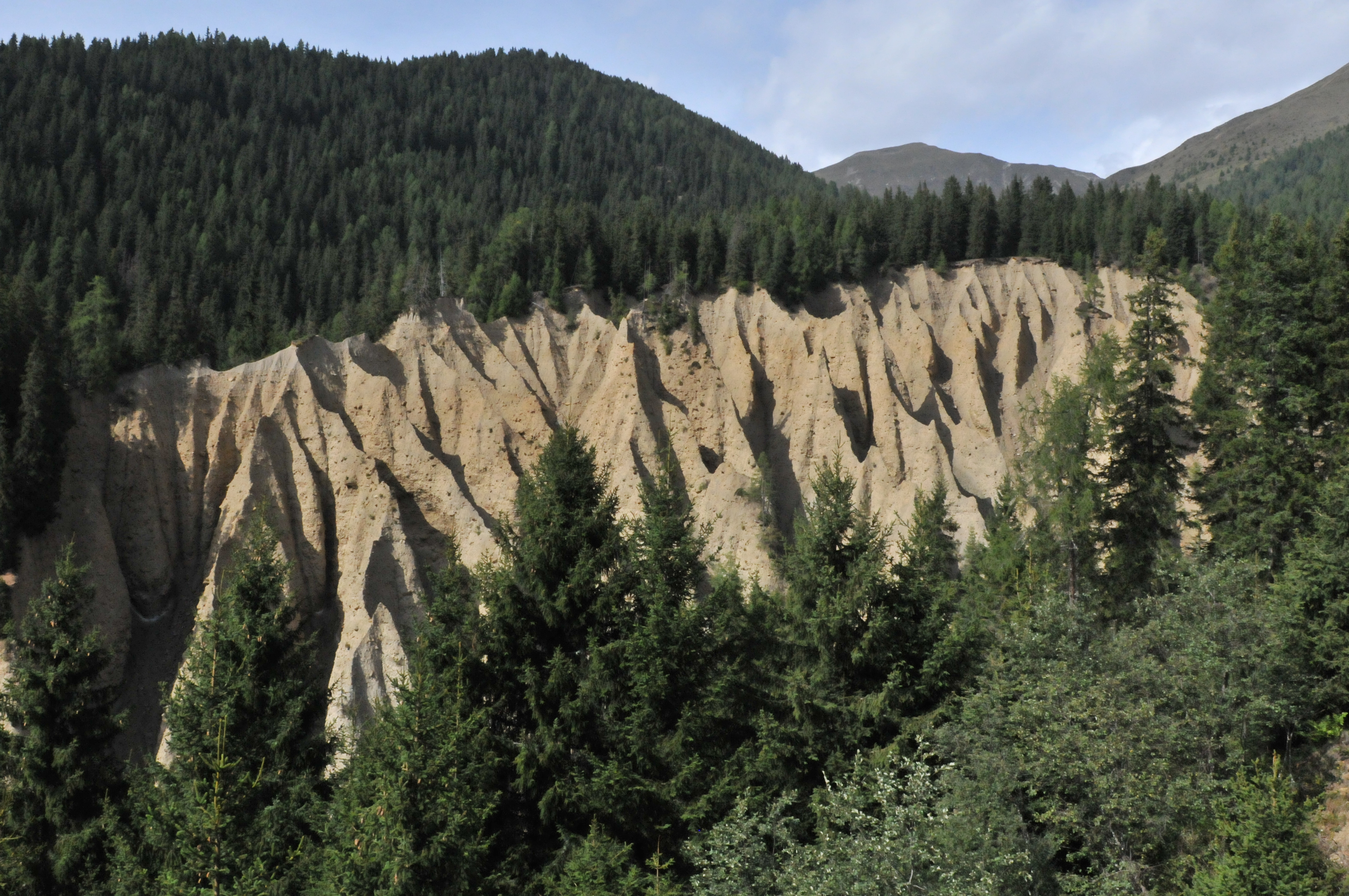
Toblacher Erdpyramiden

Erdpyramiden findet man weltweit; Beispiele für Erdpyramiden sind:
Bulgarien
- Pyramiden von Stob und Melnik in Bulgarien

Frankreich
- Demoiselles Coiffée rund um den Lac de Serre-Ponçon, Frankreich

Italien
- Rittner Erdpyramiden bei Bozen (Südtirol)
- Toblacher Erdpyramiden bei Toblach (Südtirol)
- Erdpyramiden von Steinegg, Gemeinde Karneid (Südtirol)
- Erdpyramiden in Percha bei Bruneck (Südtirol)
- Erdpyramiden bei Terenten (Südtirol)
- Erdpyramiden von Segonzano (Trentino)
- Erdpyramiden im Naturpark Cilento, südöstlich des italienischen Küstenortes Marina di Camerota
- Erdpyramiden von Zone (Lombardei)
- Ciciu del Villar, Villar San Costanzo (Piemont)

Norwegen
- Kvitskriuprestene bei Otta in der Kommune Sel, Norwegen

Österreich
- Erdpyramiden bei Serfaus am Arlberg
- Erdpyramiden in Schönberg (Tirol)
- Erdpyramiden bei Arzl im Pitztal (Tirol)

Schweiz
- Erdpyramiden von Euseigne im Val d’Hérémence (Kanton Wallis)
- Erdpyramiden im Schanfigg bei Arosa (Kanton Graubünden)

Serbien
- Erdpyramiden „Đavolja varoš“ bei Kuršumlija

Türkei
- Feenkamine in der Türkei